# Ai Kawashima
Ai Kawashima (川嶋 あい?, Kawashima Ai; Fukuoka, 21 febbraio 1986) è una cantautrice e musicista giapponese.

## Biografia
In seguito alla morte della madre, sua unica familiare, Ai Kawashima fu adottata e iniziò a studiare musica. Debuttò fondando insieme al pianista Nao il gruppo musicale I WiSH, quindi si dedicò alla carriera di solista incidendo il suo primo mini album, intitolato Kono basho kara..., nel luglio 2002.
Dopo altri cinque mini album, nell'agosto 2003 uscì il suo primo singolo discografico, intitolato Tenshitachi MERODII/Tabidachi no asa. Nel maggio 2005 incise il suo primo album, 12 ko no uta, seguito nel settembre dello stesso anno dal suo primo concept album, Rojou shuu 1 go. Nel giugno 2008 uscì il suo primo best album, contenente tutte le B-side dei suoi singoli precedenti.
Alcuni suoi singoli sono stati utilizzati come sigle di vari anime e videogiochi come One Piece, per il film One Piece - Un'amicizia oltre i confini del mare, Oltre le nuvole, il luogo promessoci, Final Fantasy Fables: Chocobo's Dungeon e Shining Force Neo.
La sua autobiografia, intitolata Saigo no kotoba, divenne in breve tempo un best seller, vendendo oltre 300 000 copie. Dalla sua autobiografia è stato tratto il film d'animazione Symphony in August. Ha effettuato inoltre oltre 1.000 street live per le strade delle grandi città, molto seguiti in Giappone. Lavora per un'organizzazione caritativa, per la quale ha contribuito a costruire due scuole in Cambogia e in Burkina Faso.

## Discografia
La grafia originale dei titoli è indicata fra parentesi "()", eventuali note dopo il punto e virgola ";".

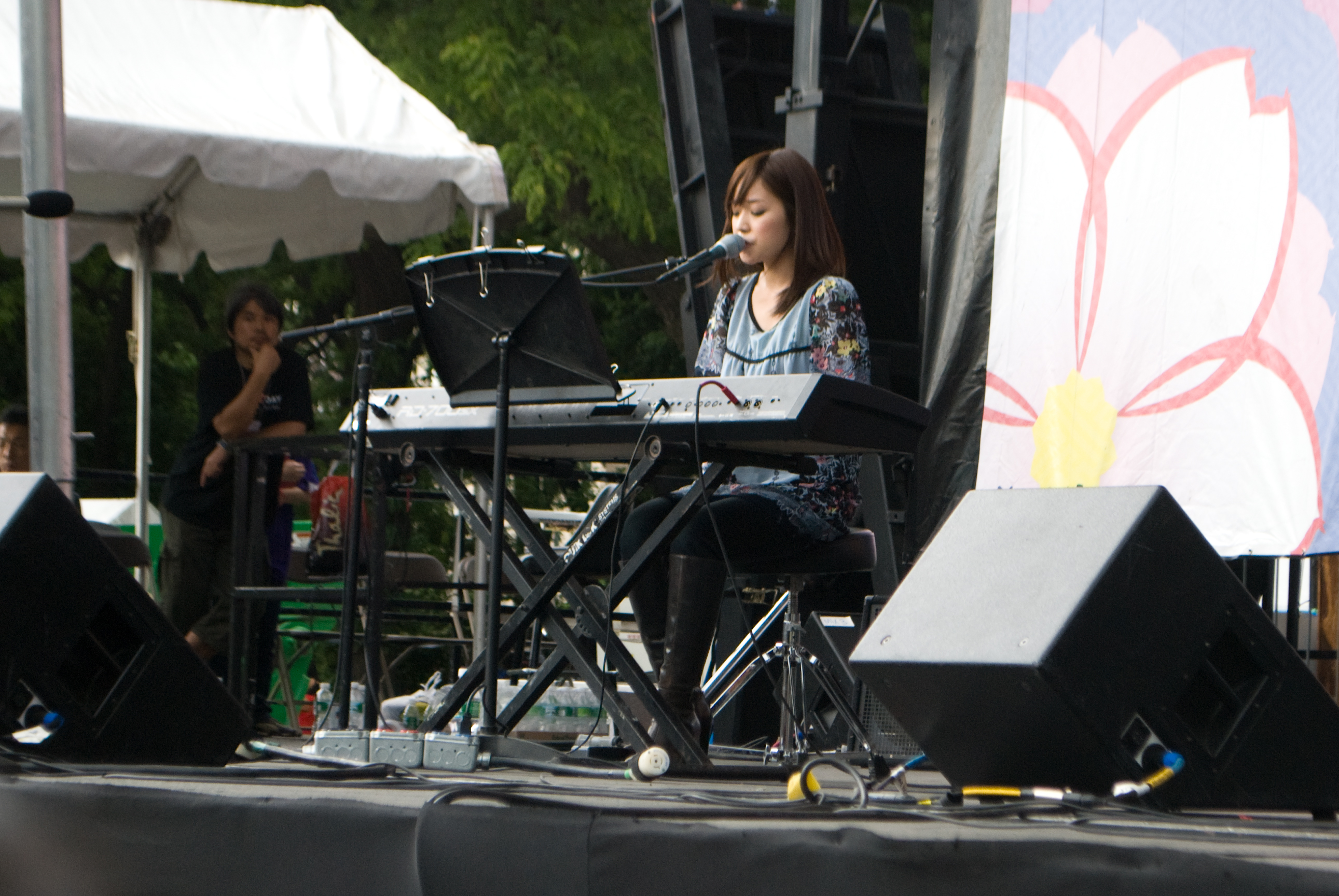
Ai Kawashima in concerto

### EP
- 2002 - Kono basho kara... (この場所から・・・)
- 2002 - Habatakeru hi made... (はばたける日まで)
- 2002 - Ayumi tsutzukeru tame ni... (歩みつづけるために・・・)
- 2003 - Yuki ni saku hana no you ni... (雪に咲く花のように・・・)
- 2003 - Ashita wo shinjite... (明日を信じて・・・)
- 2003 - 歌いつづけるから・・・

### Album
- 2005 - 12 ko no uta (12個の歌)
- 2005 - Rojou shuu 1 go (路上集Ⅰ号); concept album
- 2006 - Thank you! (サンキュー！)
- 2006 - Piano Songs ~Rojou shuu 2 go~ (Piano Songs ～路上集2号～); concept album
- 2007 - Ashiato (足あと)
- 2008 - Cafe & Musique ~Rojoshu 3 Go~; concept album
- 2008 - Coupling Best; best album
- 2008 - Single Best; best album
- 2009 - Simple Treasure

### Singoli
- 2003 - Tenshitachi MERODII/Tabidachi no asa (天使たちのメロディー/旅立ちの朝)
- 2004 - 12 ko no kisetsu ~4 dome no haru~ (12個の季節～４度目の春～)
- 2004 - 525 PAGE - From Prologue (525ページ); edizione limitata
- 2004 - 525 PAGE (525ページ)
- 2004 - Mermaid (マーメイド)
- 2004 - Sayounara Arigatou ~Tatta hitotsu no basho~ (「さよなら」「ありがとう」～たった一つの場所～)
- 2005 - Zetsubou to kibou (「絶望と希望」)
- 2005 - ...Arigatou... (「･･･ありがとう...」)
- 2006 - Dear/Tabidachi no hi ni... (「Dear/旅立ちの日に…」)
- 2006 - Mienai Tsubasa (見えない翼」)
- 2006 - Taisetsu no yakusoku/Mou hitotsu no yakusoku (「大切な約束/もう１つの約束」)
- 2007 - My Love
- 2007 - compass
- 2007 - Kimi Ni... (「君に･････」)
- 2007 - Shiawase desu ka/Suitcase (「幸せですか/スーツケース」)
- 2007 - Door Crawl (「ドアクロール」)
- 2008 - Kakera/Flag (「カケラ」)
- 2009 - Daijoubou dayo (「大丈夫だよ」)

### DVD
- 2004 - Michi no tochuu de... (道の途中で...。); live
- 2005 - PV Collection +α; raccolta videoclip
- 2006 - Kawashima Ai Concert Tour 2006 ~THANK YOU!~; tour 2006
- 2007 - Ai Kawashima Concert 2007 Ashiato
- 2009 - The BEST -seventeenfivetwentyto- Ai Kawashima Concert Tour 2008